# Chopinův altán
Chopinův altán, uváděn též jako Chopinova chata, stojí na rozcestí lesních cest v sedle pod Výšinou přátelství jihozápadně od města Karlovy Vary. Patří mezi typické altány postavené v lázeňských lesích; slouží jako turistický přístřešek k zastavení a odpočinku.

## Historie
Z historie jsou dohledány informace o rozsáhlých opravách v roce 1958. Dále je známo, že v roce 1983 zde zedníci položili novou betonovou podlahu, pod níž pravděpodobně zůstala zachována původní dlažba. Stěny měly od roku 1994 starorůžovou barvu. V létě 2011 byly konstrukce i stěny natřeny lázeňskou bílou, která však byla poničena vandaly.

## Popis
Altán stojí u významné křižovatky několika lesních cest poblíž kaple Ecce Homo. Otevřený je k Findlaterově cestě, ze které směrem do údolí řeky Teplé odbočují dvě cesty, Odpolední a Boutourlinova. Po další lze odtud vystoupat k rozhledně Diana a na opačnou stranu sejít ke grandhotelu Pupp. Po poslední cestě, která vede od tohoto rozcestí, lze dojít k vyhlídce Karla IV.
Svým vzhledem patří mezi typické karlovarské lázeňské altány. Byl postaven na vysoké kamenné podezdívce. Jde o poměrně rozlehlou stavbu o půdorysu hlavní části 7,60 × 3,35 metru a výšce 4,6 metru. Má dřevěnou bohatě profilovanou konstrukci, kterou kryje sedlová střecha (byla opravena v roce 2005). Objekt je celoročně volně přístupný.

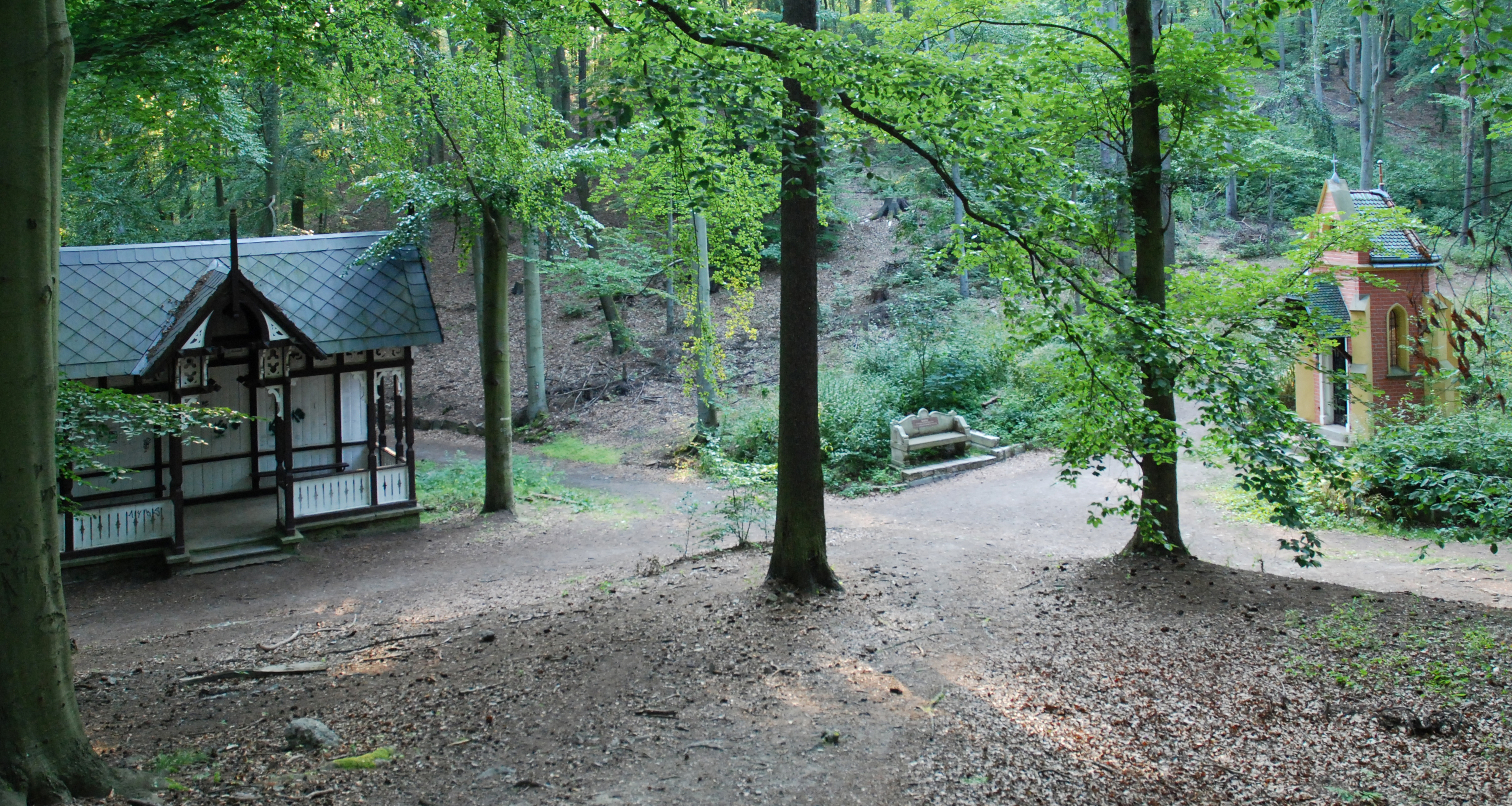
Tři objekty u rozcestí – kaple Ecce homo, Chopinův altán a Aranyho lavička

U téhož rozcestí stojí dvě další významné stavby karlovarských lázeňských lesů – kulturní památka kaple Ecce homo z roku 1900 a kamenná Aranyho lavička.